# Aale Tynni

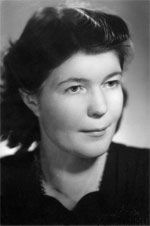
Aale Tynni.

Aale Tynni, född 1913, död 1997, var en finländsk poet.
Hennes diktning består av konstfärdig balladdiktning, naturlyrik, patriotiska dikter och idédikter. Karakteristiskt är skarpa kontraster och en ypperlig rytm. Hon gav även ut skådespel och barnböcker, och översatte bland annat Ibsens Brand (1947), Shakespeares sonetter (1965) och Yeats dikter till finska.
Hon tilldelades Pro Finlandia-medaljen 1959.
Tynni är begravd på Sandudds begravningsplats i Helsingfors.
Aale Tynni-Haavio var en finsk poet och översättare. Hon föddes i Kolppana, Ingermanland 1913 och dog i Helsingfors 1997.
Tynni, en ingransk finländare, lämnade Ingermanland nära Petersburg för Finland som flykting efter första världskriget, 1919. Hon tog en magisterexamen i filologi i Helsingfors 1936 och arbetade som lärare, innan hon övergick till att bli författare på heltid. 1982 blev hon ledamot av Finska Akademien, som den första kvinnan någonsin. Mellan 1960 och 1973, fram till hennes död, var hon gift med den berömda poeten P. Mustapää (pseudonym för Martti Haavio). Aale Tynni är mest känd för att ha redigerat och översatt en omfattande antologi av europeisk poesi från den medeltida europeiska folksången till Shakespeare och Edda till de franska modernisterna, med titeln Tuhat Laulujen Vuotta i (1957, förstorad upplaga 1974).
Aale deltog i konsttävlingarna under de olympiska sommarspelen 1948 i London och vann guldmedaljen i kategorin Lyriska verk, litteratur för "Laurel of Hellas". Hon gav ut totalt 14 diktsamlingar, ofta med mytologiska motiv.
1990 redigerade hon en antologi om "Inkeri" (Ingermanland), vars inledande text presenteras bland "essäer".